# Veurise fritzi
Veurise fritzi är en insektsart som beskrevs av Stange och Gregorio J. Williner 1981. Veurise fritzi ingår i släktet Veurise och familjen Nemopteridae. Inga underarter finns listade i Catalogue of Life.